# Send Away the Tigers
Albums de Manic Street Preachers
Lifeblood
(2004) Journal for Plague Lovers
(2009)
Send Away the Tigers est le huitième album du groupe gallois de rock alternatif Manic Street Preachers, publié le 7 mai 2007 par Columbia Records.

## Liste des chansons
Toutes les paroles sont écrites par Nicky Wire, toute la musique est composée par James Dean Bradfield et Sean Moore.
| No  | Titre                                             | Durée |
| --- | ------------------------------------------------- | ----- |
| 1.  | Send Away the Tigers                              | 3:36  |
| 2.  | Underdogs                                         | 2:49  |
| 3.  | Your Love Alone Is Not Enough (avec Nina Persson) | 3:55  |
| 4.  | Indian Summer                                     | 3:54  |
| 5.  | The Second Great Depression                       | 4:09  |
| 6.  | Rendition                                         | 2:59  |
| 7.  | Autumnsong                                        | 3:40  |
| 8.  | I'm Just a Patsy                                  | 3:11  |
| 9.  | Imperial Bodybags                                 | 3:30  |
| 10. | Winterlovers                                      | 3:03  |